# Wspięga wężowata
Wspięga wężowata (Vigna unguiculata) – gatunek rośliny z rodziny bobowatych. W uprawie w wielu krajach o klimacie półsuchym. Roślina odporna na suszę i wysokie temperatury.

## Morfologia
PokrójRoślina jednoroczna, płożąca lub wijąca się, dorastająca do 3 m wysokości.
LiścieDuże, trójlistkowe.
KwiatyMotylkowe w kwiatostanach wielokwiatowych, białe do ciemnopurpurowych, zebrane parami na długich szypułach wyrastających w kątach liści.
OwocStrąk zawierający do 30 nasion i osiągający nawet do 90 cm długości. Nasiona białe lub czerwonawe z charakterystycznym czarnym, eliptycznym znaczkiem.

## Zastosowanie
Nasiona są jadalne i stanowią ważny składnik potraw kuchni krajów azjatyckich, afrykańskich i południowoamerykańskich. Ze względu na wysoką zawartość białka również w kuchni wegetariańskiej. 

## Podgatunki
- Vigna unguiculata subsp. cylindrica
- Vigna unguiculata subsp. dekindtiana
- Vigna unguiculata subsp. sesquipedalis
- Vigna unguiculata subsp. unguiculata

## Przypisy

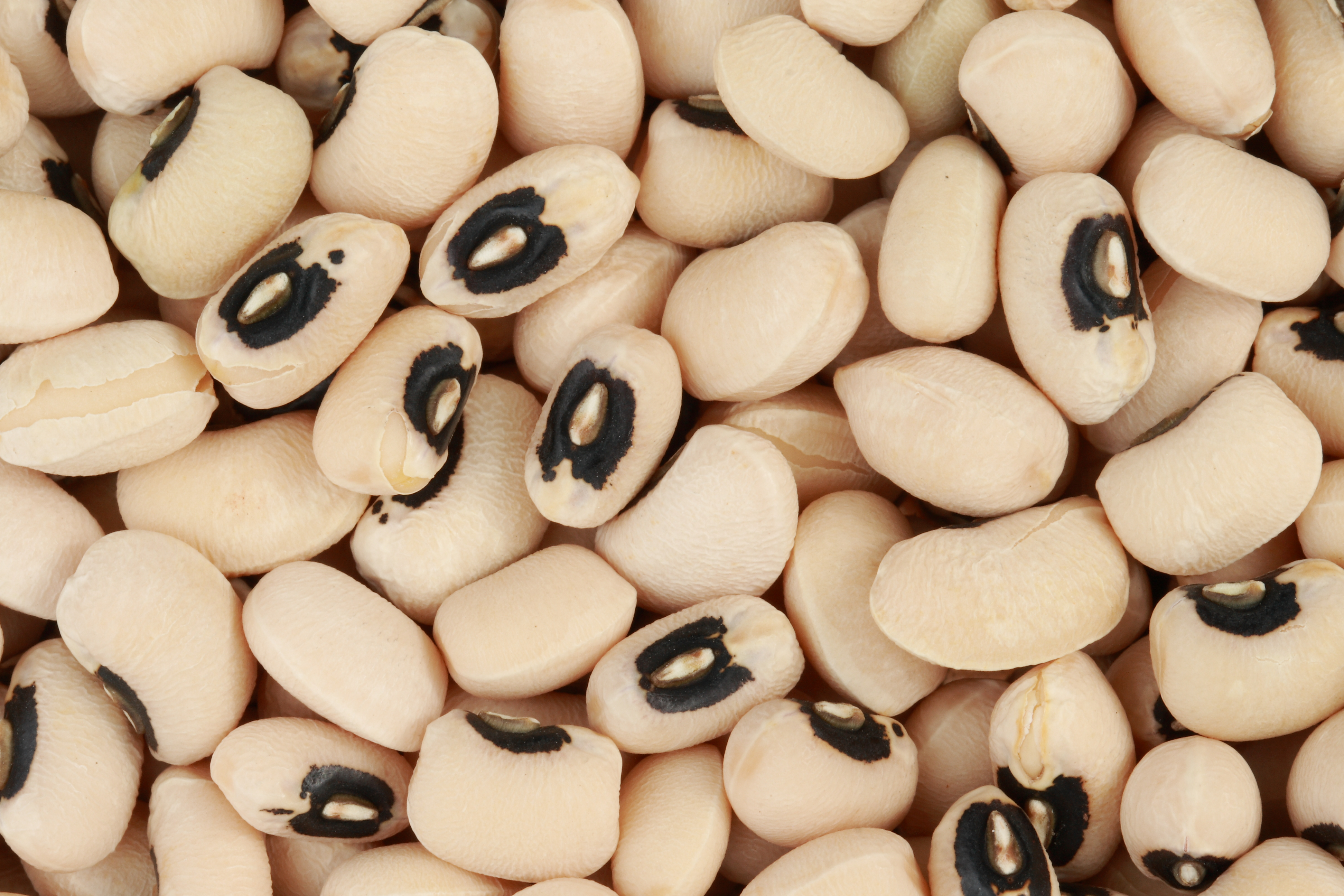
Nasiona